# Henri Buriot-Darsiles
Pour les articles homonymes, voir Buriot.
 (septembre 2024).
La mise en forme du texte ne suit pas les recommandations de Wikipédia : il faut le « wikifier ».
Les points d'amélioration suivants sont les cas les plus fréquents. Le détail des points à revoir est peut-être précisé sur la page de discussion.
- Les titres sont pré-formatés par le logiciel. Ils ne sont ni en capitales, ni en gras.
- Le texte ne doit pas être écrit en capitales (les noms de famille non plus), ni en gras, ni en italique, ni en « petit »…
- Le gras n'est utilisé que pour surligner le titre de l'article dans l'introduction, une seule fois.
- L'italique est rarement utilisé : mots en langue étrangère, titres d'œuvres, noms de bateaux, etc.
- Les citations ne sont pas en italique mais en corps de texte normal. Elles sont entourées par des guillemets français : « et ».
- Les listes à puces sont à éviter, des paragraphes rédigés étant largement préférés. Les tableaux sont à réserver à la présentation de données structurées (résultats, etc.).
- Les appels de note de bas de page (petits chiffres en exposant, introduits par l'outil «  Source ») sont à placer entre la fin de phrase et le point final[comme ça].
- Les liens internes (vers d'autres articles de Wikipédia) sont à choisir avec parcimonie. Créez des liens vers des articles approfondissant le sujet. Les termes génériques sans rapport avec le sujet sont à éviter, ainsi que les répétitions de liens vers un même terme.
- Les liens externes sont à placer uniquement dans une section « Liens externes », à la fin de l'article. Ces liens sont à choisir avec parcimonie suivant les règles définies. Si un lien sert de source à l'article, son insertion dans le texte est à faire par les notes de bas de page.
- La présentation des références doit suivre les conventions bibliographiques. Il est recommandé d'utiliser les modèles {{Ouvrage}}, {{Chapitre}}, {{Article}}, {{Lien web}} et/ou {{Bibliographie}}. Le mode d'édition visuel peut mettre en forme automatiquement les références.
- Insérer une infobox (cadre d'informations à droite) n'est pas obligatoire pour parachever la mise en page.

Pour une aide détaillée, merci de consulter Aide:Wikification.
Si vous pensez que ces points ont été résolus, vous pouvez retirer ce bandeau et améliorer la mise en forme d'un autre article.
Henri Buriot-Darsiles, né le 24 janvier 1875 à Luxeuil-les-Bains et mort le 7 septembre 1944 à Moulins, est un homme de lettres et traducteur français.

## Biographie
Henri-Bernard Buriot est le fils de Joseph Auguste Buriot (1850-1917), instituteur et de Elisa Lindauer (1856-1908). Il épouse Marie Eugénie Brunner (1889-1957) à Conflans-sur-Lanterne le 5 octobre 1898.
Il est professeur d'allemand au lycée de Moulins pendant la première guerre mondiale.
Selon Jean Débordes, Henri Buriot effectua ses études supérieures en classes préparatoires au lycée Louis-le-Grand, où il rencontre Jérôme Tharaud et Charles Péguy. Passage par les universités de Halle et de Munich. Agrégé d'allemand (1900). Nommé professeur d'allemand au lycée Banville de Moulins et professeur d'italien au lycée de filles (il avait appris l'italien tout seul, en lisant Dante et en traduisant Carducci et Croce). Il fit toute sa carrière à Moulins. Outre ses activités de pédagogue et d'écrivain (plusieurs ouvrages portant sur le Bourbonnais,), il traduisit de l'allemand et de l'italien de 1910 à 1931 : il signa une version française des Souffrances du jeune Werther de Goethe pour la collection bilingue d'Aubier-Montaigne (1931) et traduisit plusieurs ouvrages de Benedetto Croce.
À partir de 1926, il collabore régulièrement à la revue d'art Septimanie de Paul Duplessis de Pouzilhac qui publie ses traductions originales, notamment Essai d'une nouvelle traduction de Dante (1926), Trois des plus beaux sonnets du Chantre de Laure, traduction de Pétrarque (1927), L'ex-libris, ses origines, son histoire (1928), A la Prouvènço (69, 1928). Il est l'auteur principal des numéros spéciaux sur les ex-libris (n°65 et 68 publiés en 1928).
De 1908 à 1944, il correspond très régulièrement avec l'écrivain Valéry Larbaud. De 1910 à 1923, il est publiciste à La revue du Centre, à Moulins et dirigeait également les Cahiers du Centre « Revue Régionaliste et Décentralisatrice fondée en 1908 »,.
Dans son livre sur Emile Guillaumin publiée en 1910, il revient sur l'admiration pour Guillaumin qu'il avait ressentie à la lecture de La Vie d'un simple, de sa joie de faire enfin sa connaissance au printemps 1908 (pp. 4-5) et avec lequel il entretenait désormais une correspondance régulière. Ils partageaient une grande affection pour Charles-Louis Philippe, à la mémoire de qui ils fondèrent en 1935 l'Association des Amis de Charles-Louis Philippe, avec Guillaumin comme président et Buriot-Darsiles comme secrétaire.
Soupçonné d'accointances avec la Kommandantur de Moulins durant l'Occupation, il est exécuté sommairement par des résistants le 7 septembre 1944. Joris Lehnert rapporte que « après la libération de la ville le 6 septembre 1944, Buriot-Darsiles fut immédiatement arrêté et [...] fut exécuté le 7 septembre 1944 (cf. Guibert 2023, 96-98), sans autre forme de procès, sur les bords de l'Allier par un groupe non identifié de résistants, peut-être même abattu après avoir dû creuser sa propre tombe (cf. Mignard 2011, 33). Sa grande proximité avec des officiers allemands qui, comme lui, étaient cultivés et littéraires ainsi que certains écrits en faveur du rapprochement franco-allemand lui furent fatals. »

## Œuvres
- Émile Guillaumin, 1910[15]
- Philosophie de la pratique, traduction de Filosofia della pratica de Benedetto Croce, 1911